# رئیس مشترک‌المنافع
رئیس مشترک المنافع رهبری تشریفاتی است که نماد «اتحاد آزادانه کشورهای مستقل عضو» اتحادیه کشورهای مشترک المنافع است، یک سازمان بین دولتی که در حال حاضر شامل ۵۶ کشور مستقل است. هیچ دوره یا محدودیت دوره مشخصی برای این نقش وجود ندارد و این نقش به خودی خود هیچ نقشی در حکومت روزمره هیچ‌یک از کشورهای عضو در داخل کشورهای مشترک المنافع ندارد. این مقام در حال حاضر در اختیار پادشاه چارلز سوم است.
تا سال ۱۹۴۹، مشترک المنافع بریتانیا گروهی متشکل از هشت کشور بود که هر کدام پادشاه جورج ششم را به عنوان فرمانروای خود داشتند. با این حال، هند می‌خواست جمهوری شود، اما با این وجود از کشورهای مشترک المنافع خارج نشد. این اتفاق با ایجاد عنوان رئیس مشترک المنافع برای پادشاه انجام شد و هند در سال ۱۹۵۰ جمهوری شد. متعاقباً در زمان سلطنت ملکه الیزابت دوم، کشورهای دیگری از جمله پاکستان، سریلانکا، غنا و سنگاپور نیز به جمهوری تبدیل شدند، اما به عنوان اعضای مشترک المنافع، او را به عنوان رئیس مشترک المنافع به رسمیت شناختند.

## لیست رؤسا
| شماره | پرتره | نام                     | دوره           | دوره           | دوره            |
| شماره | پرتره | نام                     | شروع           | پایان          | مدت             |
| ----- | ----- | ----------------------- | -------------- | -------------- | --------------- |
| 1     |       | جرج ششم (1895–1952)     | آوریل ۱۹۴۹     | ۶ فوریه ۱۹۵۲   | ۲ سال، ۲۸۴ روز  |
| 2     |       | الیزابت دوم (1926–2022) | ۶ فوریه ۱۹۵۲   | ۸ سپتامبر ۲۰۲۲ | ۷۰ سال، ۲۱۴ روز |
| 3     |       | چارلز سوم (متولد ۱۹۴۸)  | ۸ سپتامبر ۲۰۲۲ | مستقر          |                 |